# Tom Kaulitz

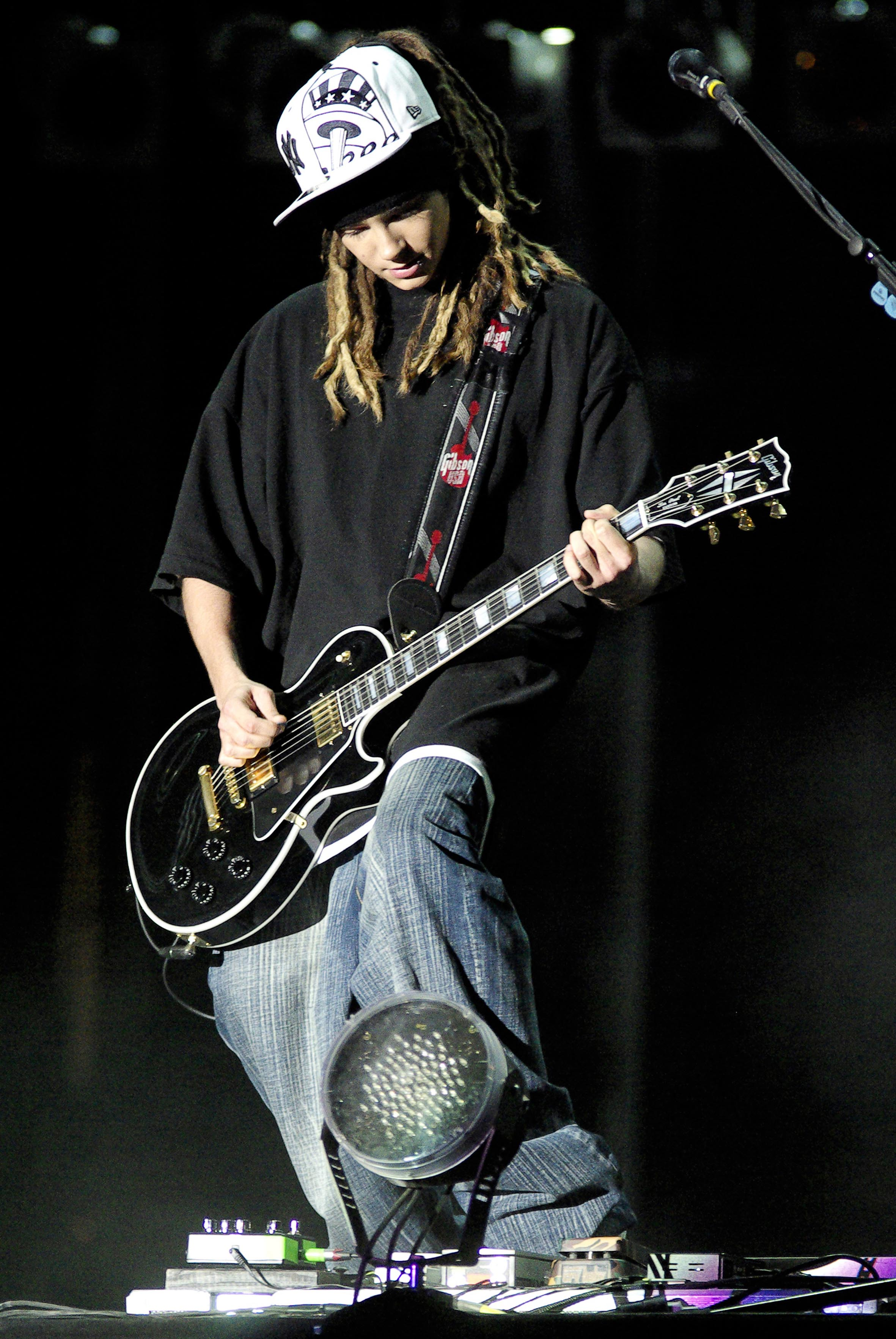
2006-ban

Tom Kaulitz (Lipcse, 1989. szeptember 1. –) német énekes, dalszerző és színész, a Tokio Hotel együttes gitárosa 2001-től napjainkig.

## Életrajza
Tom Kaulitz 1989. szeptember 1-jén tíz perccel ikertestvére, Bill előtt született. Szüleivel először Magdeburgba, majd mikor a gyerekek 8 évesek lettek, Loitscheba költöztek. Szüleik Simone és Jörg Kaulitz 1995-ben elváltak, édesanyjuk hozzáment Gordon Trümperhez, a német Fatun rockbanda gitárosához, aki az ikrek nevelőapja lett.
Az intenzív közmegítélés, valamint a fenyegető zaklatás és a Tom és testvére, Bill hamburgi házába történt betörés arra késztette a zenekart, hogy 2010-ben visszavonuljon; a Kaulitz testvérek Los Angelesbe költöztek.
Heidi Klum 2018 májusában jelentette be kapcsolatát Tom Kaulitzal.
A pár 2019. augusztus 3-án házasodott össze.